# Lepiota clypeolaria
Lepiota clypeolaria er en almindelig giftig svamp i slægten Parasolhatte. Den findes hyppigt i løvfældende skove.